# Eiskogelhöhle
Eiskogelhöhle är en grotta i Österrike. Den ligger i distriktet Sankt Johann im Pongau och förbundslandet Salzburg, i den centrala delen av landet.
Terrängen runt Eiskogelhöhle är huvudsakligen bergig. Den högsta punkten i närheten är Eiskogel, 2 321 meter över havet, väster om Eiskogelhöhle. Närmaste större samhälle är Werfenweng, sydväst om Eiskogelhöhle.
Runt Eiskogelhöhle är det ganska glesbefolkat, med 45 invånare per kvadratkilometer.